# 回到未來/Us
「回到未來/Us」（日语：アシタヘカエル/Us）是日本流行組合化學超男子第8張單曲。於2003年8月6日發售。

## 解說
- 與前作《My Gift to You》相隔約八個月的新作，2003年的首張單曲。
- 以初回生產限定盤（CD+DVD）及通常盤（CD）兩版本發行，各版本CD收錄曲不同，DVD收錄兩場現場演唱片段及歌曲《Bright Lights》製作花絮。
- 出道後合作至今的製作人松尾潔離開首張自主製作的單曲，因此帶有「化學超男子第三章。」的宣傳語。
- 從7月11日至30日二十天內在全國約20,000家7-11便利店先行公開播放歌曲作為宣傳，總共播放超過4800萬次，為當時少有的宣傳策略[1]。
- 發售後以約10萬張的首週銷量登上Oricon榜第一位，成為他們第六張、也是至今最後一張冠軍單曲。

## 歌曲說明
- 《回到未來》是「走在回家的路上，朝還看不見的明日邁進，現在自然感受的一切，都要非常珍重地一步又一步走下去。」為主題而做的情歌[2]。
- 《Us》的目標是傳達像山下達郎般，充滿夏季清涼感的歌曲[2]，歌詞亦是特意以二人的性格而寫。
- 《Bright Lights》是成員二人首次共同作詞的歌曲，至今並未在任何現場演出上演唱過。

## 音樂錄像帶
- 雖為雙主打單曲，然而只拍攝了《回到未來》一曲的音樂錄像帶，《Us》並未拍攝任何音樂錄像帶。
- 發售前於8月1日開始在xfinity、Yahoo!、Biglobe等45個網站限定48小時公開《回到未來》的音樂錄像帶，錄影帶最後會有成員二人的感言以及導演丹下紘希的解說，讓歌迷能深化理解錄影帶的意思[3]。此外亦邀請歌迷於觀看後發表感想，成員二人抽選了10名歌迷的感想朗讀，並贈送幸運兒禮物[3]。音樂錄影帶僅公開6小時便已經突破30萬次點擊[1]，兩日累計點擊約210萬次，達成世界紀錄[4]。

## 收錄歌曲
| CD（通常盤） | CD（通常盤）  | CD（通常盤）     | CD（通常盤）      | CD（通常盤） | CD（通常盤） |
| 曲序         | 曲目          |                  | 作曲              | 編曲         | 时长         |
| ------------ | ------------- | ---------------- | ----------------- | ------------ | ------------ |
| 1.           | 回到未來      | 麻生哲朗         | Hamamoto Hiroyuki | 河野伸       | 5:06         |
| 2.           | Us            | 関陽子           | 松浦晃久          | 河野伸       | 5:29         |
| 3.           | Bright Lights | 川畑要、堂珍嘉邦 | 荒木真樹彦        | 白井良明     | 5:36         |

| CD（初回限定生產盤） | CD（初回限定生產盤）                            | CD（初回限定生產盤） | CD（初回限定生產盤） | CD（初回限定生產盤） | CD（初回限定生產盤） |
| 曲序                 | 曲目                                            |                      | 作曲                 | 編曲                 | 时长                 |
| -------------------- | ----------------------------------------------- | -------------------- | -------------------- | -------------------- | -------------------- |
| 4.                   | 回到未來（feat. HABISCREAM / 希望之光 Version） | 麻生哲朗             | Hamamoto Hiroyuki    | 羽深真               | 5:11                 |
| 5.                   | Us（PE'Z BLOODY MIX）                           | 関陽子               | 松浦晃久             | PE'Z                 | 8:27                 |
| 6.                   | 回到未來（Instrumental）                        |                      | Hamamoto Hiroyuki    | 河野伸               | 5:06                 |
| 7.                   | Us（Instrumental）                              |                      | 松浦晃久             | 河野伸               | 5:49                 |

| DVD（初回限定生産盤） | DVD（初回限定生産盤）                        |
| 曲序                  | 曲目                                         |
| --------------------- | -------------------------------------------- |
| 1.                    | PREMIUM LIVE DIGEST 〜2003.04.19日本武道館〜 |
| 2.                    | Running Away 〜2003 Tour "Second to None"〜  |
| 3.                    | Making Films of "Bright Lights"              |

## 商業搭配
| M-1 | 回到未來 | 日本飲料「爽健美茶」廣告歌曲          |
| M-2 | Us       | 日本大發汽車「Daihatsu Move」廣告歌曲 |

## 來源
1. 1 2  . 雅虎. 2003-08-01  [2017-03-14]. （原始内容存档于2003-08-06） （日语）.
2. 1 2  . 日刊體育. 2003-06-27  [2017-03-14]. （原始内容存档于2003-12-11） （日语）.
3. 1 2  . barks.   [2017-03-14]. （原始内容存档于2003-11-05） （日语）.
4. ↑  . Mu-Ha.   [2017-03-14]. （原始内容存档于2005-04-27） （日语）.

## 外部連結
- 「回到未來/Us」日本官方網站介紹頁面[]
- 「回到未來/Us」台灣索尼音樂娛樂介紹頁面